# Macropsis matsumurana
Macropsis matsumurana är en insektsart som beskrevs av William Edward China 1925. Macropsis matsumurana ingår i släktet Macropsis och familjen dvärgstritar. Inga underarter finns listade i Catalogue of Life.